# Pholidota pyrranthela
Pholidota pyrranthela är en orkidéart som beskrevs av François Gagnepain. Pholidota pyrranthela ingår i släktet Pholidota och familjen orkidéer. Inga underarter finns listade i Catalogue of Life.